# Dave Weill
Dave Weill (eigentlich David Lawson Weill; * 25. Oktober 1941 in Berkeley) ist ein ehemaliger US-amerikanischer Diskuswerfer.
Für die Stanford University startend, siegte er 1962 und 1963 bei der NCAA-Meisterschaft. 1963 gewann er die offene britische Meisterschaft. Im Jahr darauf qualifizierte er sich als Dritter bei den US-Trials für die Olympischen Spiele 1964 in Tokio, bei denen er die Bronzemedaille errang.